# ثورنفيلد (ميزوري)
ثورنفيلد (بالإنجليزية: Thornfield)‏ هي إحدى المجتمعات الفردية (غير مصنفة) في مقاطعة أوزاركولاية ميزوري في الولايات المتحدة.